# Brodina (gmina Brodina)
Brodina – wieś w Rumunii, w okręgu Suczawa, w gminie Brodina. W 2011 roku liczyła 930 mieszkańców.